# La Poursuite et le retour de la famille ci-devant royale...

La Poursuite et le retour de la famille ci-devant royale… est une chanson écrite en 1791 au cours de la Révolution française.

## Interprète
Francesca Solleville dans l'album Musique, citoyennes !, disque 33 tours de Francesca Solleville, sorti pour le bicentenaire de la Révolution en 1989. Distribution Carrere, production Chantons 89 WH. n°66586 CA 272.

## Paroles
(note: l'authenticité de ces paroles n'est pas encore attestée)
Ils sont partis sans que rien les arrête
Laissez-les faire, ils n'iront pas bien loin
De déserter est un trait malhonnête
Dont les ingrats ont payé notre soin
Au trébuchet donnant à pleine tête
Ils s'y sont pris tout en faisant chemin
Par des serments, ainsi que par des larmes
Les traîtres savent regagner les cœurs
Le patriote oubliant ses alarmes
Louis, Toinon, reçoivent des honneurs
Lorsqu'en secret ils goûtent d'autres charmes
Ceux de cueillir les fruits de leur noirceur
Couple perfide, réservez vos larmes
Pour arroser le prix de vos forfaits
Le crime est seul le pouvoir de vos armes
Il vous confond dans tous vos vains projets
Un peuple libre reconnaît les charmes
De n'être plus au rang de vos sujets